# Tmarus cameliformis
Tmarus cameliformis là một loài nhện trong họ Thomisidae.
Loài này thuộc chi Tmarus. Tmarus cameliformis được miêu tả năm 1942 bởi Millot.